# Kalifornium(II)-jodid
A kalifornium(II)-jodid egy aktinoida vegyület. Képlete CfI2. Lila színű, szilárd anyag.

## Előállítása
Elő lehet előállítani kalifornium(III)-jodid CfI3 hidrogénnel történő redukciójával 570 °C-on:
{\displaystyle \mathrm {2\ CfI_{3}\ +\ H_{2}\ \longrightarrow \ 2\ CfI_{2}\ +\ 2\ HI} }
Magasabb hőmérsékleten elolvad és reakcióba lép az üvegfal szilícium-dioxidjával, CfOI keletkezik belőle többek közt.

## Tulajdonságai
Két kristályszerkezete van. Szobahőmérsékleten romboéderes CdCl2-tipusú a = 743,4 ± 1,1 pm és α = 35,83 ± 0,07°. A másik metastabil, hexagonális CdCl2-tipusú a = 455,7 ± 0,4 pm és c = 699,2 ± 0,6 pm.

## Fordítás
Ez a szócikk részben vagy egészben  a   Californium(II)-iodid című német Wikipédia-szócikk fordításán alapul.  Az eredeti cikk szerkesztőit annak laptörténete sorolja fel. Ez a jelzés csupán a megfogalmazás eredetét és a szerzői jogokat jelzi, nem szolgál a cikkben szereplő információk forrásmegjelöléseként.